# José Uranga
José Uranga (Barquisimeto estado Lara, Venezuela; 27 de septiembre de 1933) es uno de los pintores más reconocidos en la cultura popular del estado Yaracuy, destacando principalmente por sus murales, el arte folclórico y el realismo tradicional.

## Biografía
Uranga nace en Barquisimeto, estado Lara, a sus 5 años de edad se muda con sus padres a la población de Yaritagua, estado Yaracuy. Su infancia transcurrió en la ciudad de Yaritagua. Estudio en la escuela básica Manuel Cedeño hasta sexto grado. A los 9 años de edad pinta su primer cuadro en cartón piedra con lápices y colores como trabajo final escolar. Esta actividad hizo que José Uranga descubriera su pasión por la pintura. Vive bajo la influencia artística, está casado con Arminda de Uranga y es padre de cuatro hijas.

## Profesión
Nuevo en la pintura en 1948 a sus 15 años de edad comenzó a trabajar con los murales publicitarios utilizando pinceles gruesos y pinturas en aceite. Tiempo después incursiona en el plano artístico de forma autodidacta. Su primera obra de óleo sobre tela fue la iglesia Santa Lucia de arquitectura colonial. Su inspiración son el folclor, paisajes naturales, paisajes urbanísticos y personajes iconos. Uranga ha dedicado toda su vida a la pintura tomándola como única profesión, no asistió a ninguna escuela de arte y su técnica fue progresando con la práctica y el tiempo, siendo para la comunidad el pintor de pueblo.

## Etapas y técnicas

### Etapa muralista publicitario
Yaritagua estuvo repleta de sus murales publicitarios en casi todos los comercios, cafés y restaurantes. La técnica utilizada en estos murales era pintura de aceite a mano alzada, sin ningún tipo de plantillas. Una característica de estos murales eran los sombreados y el tono color.

### Etapa Óleo sobre Tela
Pinta los lienzos con pintura de óleo y todas sus obras tienen un amplio dominio de la perspectiva, el claroscuro, tono color con realismo. El estilo que utiliza sobre los lienzos es el paisajismo, la arquitectura y  autorretrato. Las pinturas son elaboradas con la técnica del pincel.

### Etapa Acrílica
En su última etapa sustituye el óleo por la pintura acrílica debido al secado rápido, durabilidad, textura e intensidad de color.  Manteniendo el mismo estilo.

## Los muñecos de Uranga
En el año 1962 construye a “Los muñecos de Uranga”. Estos son de gran tamaño con una estructura de hierro y alambre. Tienen vestimenta con telas llamativas y sus rostros exagerados, están hechos de papel mache, goma espuma y pintura. El peso de cada uno de ellos es de 15 kg. Los maniquíes son manejados por personas que se introducen en la estructura, tienen flexibilidad en sus articulaciones a través de un mecanismo de cuerdas.
En un principio eran solo dos muñecos que salían en los carnavales a animar al ritmo de la música de cuerda. Con el paso de los años se volvió una tradición y Uranga creó cuatro muñecos más colocándole nombres muy particulares: Dorotea, Sinforosa, Anacleto y Aurelia. Se presentan en carnavales, festivales y actos culturales de todo el país. Por su característica fabricación y consecutivas apariciones año tras año, han pasado a formar parte de la costumbre popular de la región.

## Reconocimientos y exposiciones
- 1967 Placa de reconocimiento colectiva. 2 cuadros en el Centro Simón Bolívar, Caracas. Mención honorífica.
- Exposición Individual Santa Rosalía. 19 cuadros. Caracas. Mención Honorífica
- Exposición Individual Concejo Municipal de Yaritagua. 24 cuadros. Mención honorífica.
- 1969 Exposición Individual Casa Yaracuy. 27 cuadros. Caracas. Mención honorífica.
- 1972 Exposición Individual Casa de la Cultura de Yaritagua. 33 cuadros.
- 1974 Placa de reconocimiento en la Feliciano Carvallo.
- Exposición Colectiva. Museo Carmelo Fernández. San Felipe. Mención honorífica.
- Exposición Colectiva. 4 cuadros. Federico Quiroz. Urachiche. Mención honorífica.
- 1992 Homenaje en la Casa de la Cultura de Yaritagua. Placa de reconocimiento por su trayectoria.
- 1999 Homenaje “Ateneo de Yaritagua” CONAC.
- Exposición: “Una vida entre paredes, cuadros y muñecos. José Uranga”
- 2001 Homenaje en la Casa de la Cultura de Yaritagua. Placa de reconocimiento.
- Otorgamiento de la Orden “Valeroso Peña” por la alcaldía del Municipio Peña Filippo Lapi García y Gobernador del Estado Yaracuy Eduardo Lapi García.
- 2008 Ganador del concurso portada de la Guía Viajera CANTV.[16]

## Algunas obras
- Simón Bolívar. Óleo sobre lienzo
- El Cafecero. Óleo sobre lienzo
- El Agüero. Óleo sobre lienzo.
- La Loca Aurora. Óleo sobre lienzo.
- Carrera 19 hoy en día. Acrílico sobre lienzo.
- Calle en Yaritagua. Óleo sobre lienzo.
- Autorretrato. Acrílico sobre lienzo.
- Calle Principal. Mural en aceite.
- Cantinflas. Mural en aceite.
- Simón Díaz. Acrílico sobre lienzo.
- Simón Diaz y su caballo. Acrílico sobre lienzo.
- Virgen del Valle. Acrílico sobre lienzo.
- Auto retrato. Acrílico sobre lienzo.
- Muñecos de Uranga.
  - Rostro de Anacleto.
  - Rostro de Sinforosa.
  - Rostro de Aurelia.
  - Rostro de Dorotea.[17]